# 오픈 소스 트립와이어
오픈 소스 트립와이어(Open Source Tripwire)는 시스템의 특정한 파일의 변화를 모니터링하고 알림을 해주는 유용한 보안 그리고 무결성 도구이며, 자유 소프트웨어이다. 이 프로젝트는 2000년 Tripwire, Inc.에 의한 코드에 기반한다.
오픈 소스 트립와이어는 호스트 기반 침입 탐지 시스템으로서 기능한다. 네트워크 인터페이스 수준에서 침입을 탐지하는 것보다는 파일 시스템 오브젝트들의 변화를 탐지한다.
먼저 초기화된 이후, 오픈 소스 트립와이어는 관리자에 의해 파일 시스템을 스캔하고, 스캔된 파일들의 정보를 각각 데이터베이스에 저장한다. 이후 같은 파일을 스캔해서 데이터베이스에 저장된 결과와 비교한다. 이 변화들은 사용자에게 보고된다. 암호화 해시 함수들이 파일의 변화를 탐지하는데 사용되므로 파일의 전체 내용을 데이터에 저장할 필요가 없다.
침입 이후 탐지에 매우 유용할 뿐만 아니라 무결성 입증과 변화 관리 그리고 정책 준수 같은 다른 여러 목적으로도 사용될 수 있다.